# W75N(B)-VLA2
W75N(B)-VLA2, auch VLA2 oder Very Large Array 2 genannt, ist ein Protostern im Sternhaufen W75N(B), der 4200 Lichtjahre von der Erde entfernt ist. An diesem relativ nahen Objekt kann die Entstehung schwererer Sterne als der Sonne beobachtet werden.
Er ist nach dem Radioteleskop Very Large Array benannt, mit dem er beobachtet wurde. An dem Protostern lässt sich die Entstehung massereicher Sterne beobachten, über die weniger bekannt ist als über die Entstehung sonnenähnlicher Sterne. Sie entwickeln sich erheblich schneller (hier hat der Stern achtfache Sonnenmasse, ist 300-mal heller als die Sonne und entsteht innerhalb 100.000 Jahren); unklar ist jedoch, ob die Entwicklung ähnlich wie bei leichten Sternen erfolgt (typischerweise Staub-Akkretionsscheibe um den Stern, in dem die Planeten entstehen, mit zwei Gasjets senkrecht dazu), oder ob mehrere Protosterne kollidieren, um schwere Sterne zu erzeugen. Vom VLA wurden Aufnahmen im Abstand von rund 20 Jahren (1996, 2014) gemacht (Leitung der mexikanische Astronom Carlos Carrasco-González, Beteiligung u. a.  Huib van Langevelde aus Leiden) und die Beobachtungen unterstützten die Hypothese, dass sie ähnlich wie leichte Sterne entstehen. Eine ursprünglich isotrope Gaswolke wurde elliptischer. Das bestätigen Beobachtungen der natürlichen astronomischen Maser (Wasser und Methanol) in diesem System, die hohe Magnetfelder konsistent mit einem Jet-Mechanismus bezeugen. 
Es gibt dort auch noch zwei weitere Radioquellen in dem Sternhaufen (VLA 1 ist älter, VLA 3 jünger als VLA 2).